# Anaxita elegantissima
Anaxita elegantissima är en fjärilsart som beskrevs av Herrich-Schäffer 1856. Anaxita elegantissima ingår i släktet Anaxita och familjen björnspinnare. Inga underarter finns listade i Catalogue of Life.